# Tal Brody
Talbot „Tal“ Brody (* 30. August 1943 in Trenton, New Jersey, hebräischer Name טלבוט ברודי) ist ein ehemaliger US-amerikanisch-israelischer Basketballspieler von Maccabi Tel Aviv. Der 1,87 Meter große Brody spielte die Position des Shooting Guard und gilt als einer der besten Basketballspieler Israels. Für seine patriotischen Äußerungen beim Europacupsieg 1977 von Tel Aviv gilt er in Israel als Volksheld.

## Biografie
Brody war in seiner Jugend ein herausragender Spieler der heimischen Trenton Central High School. Über 40 Universitäten wollten ihn anwerben und er entschied sich für die nahegelegene University of Illinois. 1965 wurde er in der NBA-Draft von den Baltimore Bullets als 15. Pick gezogen, aber lehnte dieses Angebot ab, um an der Universität seinen Abschluss zu machen. Der stark seinem jüdischen Glauben verbundene Brody spielte dann für die US-Auswahl, die an den Maccabiah-Spielen teilnahmen. Die Scouts von Maccabi Tel Aviv waren von seinem Spiel sehr beeindruckt und überzeugten Brody, ihrem Klub beizutreten. 1966 debütierte er im Team seiner neuen Heimat, musste aber schnell zurückkehren, um seinen Wehrdienst zu absolvieren. Er bestritt in dieser Zeit Spiele für das Basketballteam der U.S. Army. 1970 nahm Brody für die Basketballnationalmannschaft der Vereinigten Staaten an der WM 1970 teil und wurde an der Seite von NBA-Star Bill Walton Fünfter. Dann kehrte er den USA den Rücken, emigrierte nach Israel und nahm die Staatsbürgerschaft an. Gemeinsam mit Coach Ralph Klein und Teamkollege Miki Berkovich wurde er Teil jenes Maccabi-Teams, welches in den 1970ern die heimische Liga dominierte. Brody wurde zehnmal Meister und sechsmal Pokalsieger.
Für das Nationalteam seiner neuen Heimat bestritt Brody 78 Spiele und machte 1.219 Punkte. Darüber hinaus wurde Brody Teil jener berühmten Makkabi Tel Aviv-Mannschaft, die 1977 den Europapokal der Landesmeister holte. Im Halbfinale traf man auf die sowjetische Mannschaft ZSKA Moskau, die zuvor viermal in Folge den Pokal geholt hatten. Da im Jahre 1977 die Sowjetunion im Nahost-Konflikt eine starke anti-israelische Haltung einnahm, weigerten sich die Sowjets, in Tel Aviv zu spielen. Zudem wurde den Israelis die Einreise für ein eventuelles Spiel in Moskau verweigert. Als neutraler Spielort wurde das belgische Virton festgelegt, dort bezwang Tel Aviv Moskau sensationell mit 91–76. Der euphorisierte Brody sprach dann den Satz: "אנחנו במפה! ואנחנו נשארים במפה - לא רק בספורט, בהכל" (deutsch: Wir [Israelis] sind auf der Weltkarte, und wir bleiben auf der Weltkarte – und zwar nicht nur im Sport, sondern überhaupt.) Für diesen patriotischen Satz wurde Brody in Israel zum Volkshelden und dieses Zitat ist heute Teil nationaler Folklore. Dass sein Hebräisch mit seinem starken amerikanischen Akzent unfreiwillig komisch klang, erhöhte den Reiz dieses Satzes nur. Im Finale wurde Mobilgirgi Varese mit 78–77 bezwungen und Maccabi-Kapitän Brody hatte sein Team zum Gewinn des ersten internationalen Sportpokals in der Geschichte Israels geführt. Sein Teamkollege Berkovich zog einen Vergleich: Dieser Erfolg sei für Israel so wichtig wie das Wunder von Bern für West-Deutschland. Selbst Nicht-Maccabi-Fans und Sport-uninteressierte Israelis bewundern dieses Team bis heute.
Brody wurde 1979 als erster Sportler überhaupt mit dem Israel-Preis geehrt. Im Herbst seiner Karriere spielte er noch bis 1980 für Tel Aviv und wurde dann mit einem Spiel gegen eine FIBA-All-Star-Mannschaft verabschiedet. Nach seiner Karriere arbeitete Brody als Kommentator, verkaufte Versicherungen und arbeitete in diversen karitativen Organisationen.

## Privatleben
Brody lebt mit seiner zweiten Ehefrau Tirza zusammen und hat mit ihr zwei Kinder. Seine Eltern sind Shirley und Max Brody; er hat eine ältere Schwester namens Renee. In seiner Zeit an der Universität von Illinois machte Brody einen Master-Abschluss in Erziehungswissenschaft. Nach seinem Wehrdienst in der U.S. Army emigrierte er 1970 nach Israel und nahm auch die Staatsbürgerschaft an. Dies sorgte für die Kuriosität, dass Brody noch einmal Wehrdienst leisten musste, da in Israel jeder jüdische Staatsbürger (bis auf wenige Ausnahmen) zur Armee eingezogen wird. In dieser Zeit arbeitete Brody als Fitness-Coach und gründete eine Firma für den Import/Export von Sportartikeln.

## Erfolge
- Europapokal der Landesmeister (1977)
- Finalist im Europapokal der Pokalsieger (1967)
- Israel-Preis (1979) – Brody war der erste Sportler überhaupt, der so geehrt wurde
- 10× Israelischer Meister
- 6× Israelischer Pokalsieger